# Tatort: Flieder für Jaczek
Flieder für Jaczek ist ein von Fritz Umgelter inszenierter deutscher Kriminalfilm nach dem Roman Vorsicht – Jaczek schießt sofort von Stefan Murr. Er wurde vom Hessischen Rundfunk produziert und als 72. Folge der Reihe Tatort am 27. Februar 1977 im Deutschen Fernsehen erstausgestrahlt.

## Handlung
Kriminalhauptkommissar Konrad, soeben aus dem Urlaub zurückgekehrt, erfährt von der Leitung der JVA Butzbach, dass der Häftling Franz Jaczek vorzeitig aus der Haft entlassen wird. Jaczek war verantwortlich für einen Überfall auf einen Geldtransport, bei dem 900.000 D-Mark erbeutet wurden. Dabei hatten die Täter die beiden Fahrer rücksichtslos erschossen. Jaczek schob den Mord später seinem Komplizen in die Schuhe, welcher aber selber bei dem Schusswechsel ums Leben kam. Das Gegenteil konnte nie bewiesen werden: Jaczek wurde lediglich wegen Raubes verurteilt. Konrad ahnt, dass ihm Jaczek schon bald wieder zu schaffen machen wird.
Jaczek, also in Freiheit, sucht seinen Gefährten Ferdi Kofler auf; bei ihm war Jaczek mit seinem Komplizen seinerzeit untergetaucht. Tatsächlich führt Jaczek wieder etwas im Schilde: Er plant, die Frau des Bankiers Kurt Quaas, bei dem er zurzeit als Gärtner arbeitet, zu entführen und eine hohe Summe Lösegeldes zu erpressen. Dazu wird ein dritter Mann, Willi Mattfeld, angeheuert. Man spielt mit offenen Karten: Konrad soll wissen, dass er es mit dem kaltblütigen Jaczek zu tun hat, Jaczek selber soll aber durch Kofler gedoublet werden. Da Kofler vor ihr geplaudert hat, wird dessen Freundin Irmi auch noch mit ins Boot geholt und soll eine weitere Geisel spielen.
Gesagt, getan: Martina Quaas wird gekidnappt, Jaczek fordert von deren Mann telefonisch zwei Millionen D-Mark, nennt dabei seinen Namen und gibt auch gleich noch den Hinweis auf Kommissar Konrad. Er behauptet obendrein, eine zweite Geisel (deren Identität er aber nicht preisgibt) in seiner Gewalt zu haben. Für die Übergabe soll die Polizei zur Hauptverkehrszeit eine Mainbrücke mitten in der Frankfurter Innenstadt für den Verkehr sperren. Das Auto der Entführer würde als einziges auf der Brücke stehenbleiben, und Konrad solle das Geld persönlich übergeben – anderenfalls Jaczek mit der Ermordung der Geiseln droht.
Nach ausführlicher Diskussion im einberufenen Krisenstab beschließt man, zunächst auf die Forderungen Jaczeks einzugehen. Nachdem Kofler und Mattfeld in einem gestohlenen Sicherheitstransporter mitten auf die Brücke gefahren sind, sperrt und sichert ein enormes Polizeiaufgebot die Brücke land- und wasserseitig. Es kommt zum Kontakt zwischen Konrad und den Geiselnehmern, sie präsentieren die vermummte Irmi als Martina Quaas, was jedoch umgehend auffällt. Auch will Konrad mit Jaczek sprechen, dessen Imitation Kofler aber nur unzureichend gelingt. Durch ein durch die Absperrungen gebrochenes Sportboot eskaliert die Situation beinahe. Schließlich entscheidet man sich, das Lösegeld auszuhändigen. Den Tätern gelingt im wieder freigegebenen Verkehr die Flucht, ohne die Geisel freigelassen zu haben.
Jaczek persönlich fängt Konrad vor dessen Haus ab und behauptet nonchalant, mit der Sache nichts zu tun zu haben. Er beschuldigt Mattfeld und Kofler alleinig der Tat, beschreibt sie als äußerst brutal und legt Konrad nahe, sie bei einer allfälligen Befreiungsaktion unbedingt zuerst zu töten, bevor sie wiederum die Geiseln umbrächten. Für deren Namen und Aufenthaltsort verlangt er eine weitere Million. Konrad durchschaut Jaczeks Doppelspiel, hat aber keine Handhabe gegen ihn.
Der Krisenstab lehnt die Bereitstellung einer weiteren Million Lösegeldes ab, Quaas springt jedoch mit seinem Privatvermögen ein. Mitten im Passantentrubel an der Frankfurter Hauptwache übergibt Konrad Jaczek das Lösegeld („den Flieder“). Jaczek entfernt sich, im Koffer ist jedoch ein Peilsender eingebaut, also beginnt die Verfolgung, und gleichwohl entkommt Jaczek.
Die Polizei erfährt von Jaczek den Aufenthaltsort der Entführer. Sie haben sich in einer Festungsruine im südlichen Bliesgau verschanzt und wollen sich nach Frankreich absetzen. Kommissar Schäfermann wird um Amtshilfe ersucht. Zwischen Mattfeld und Kofler kommt es zu Spannungen. Just als Mattfeld sich Koflers entledigen will, werden die beiden von Polizeikräften an der Festung gestellt. Auch Irmi wird festgenommen, Martina Quaas kann unverletzt befreit werden.
Nun ist Jaczek auf sich allein gestellt. Er dringt in Quaas’ Villa ein, überwältigt den dort abgestellten Polizisten und zwingt den Bankier, der noch nichts von der erfolgreichen Befreiung seiner Frau weiß, ihn mit dessen Privatflugzeug auszufliegen; Quaas’ kleinen Sohn Sigi nimmt er als Geisel. Doch das Vorhaben misslingt: Quaas hinterließ die Anflugkarte des Flugplatzes auf seinem Schreibtisch. Da aus Quaas’ Haus keine Reaktion erfolgte, ist Konrad gewarnt, findet dort den Hinweis und lässt den Flugplatz von massiven Polizeikräften umstellen. Jaczek ergibt sich und wird festgenommen.

## Entstehung

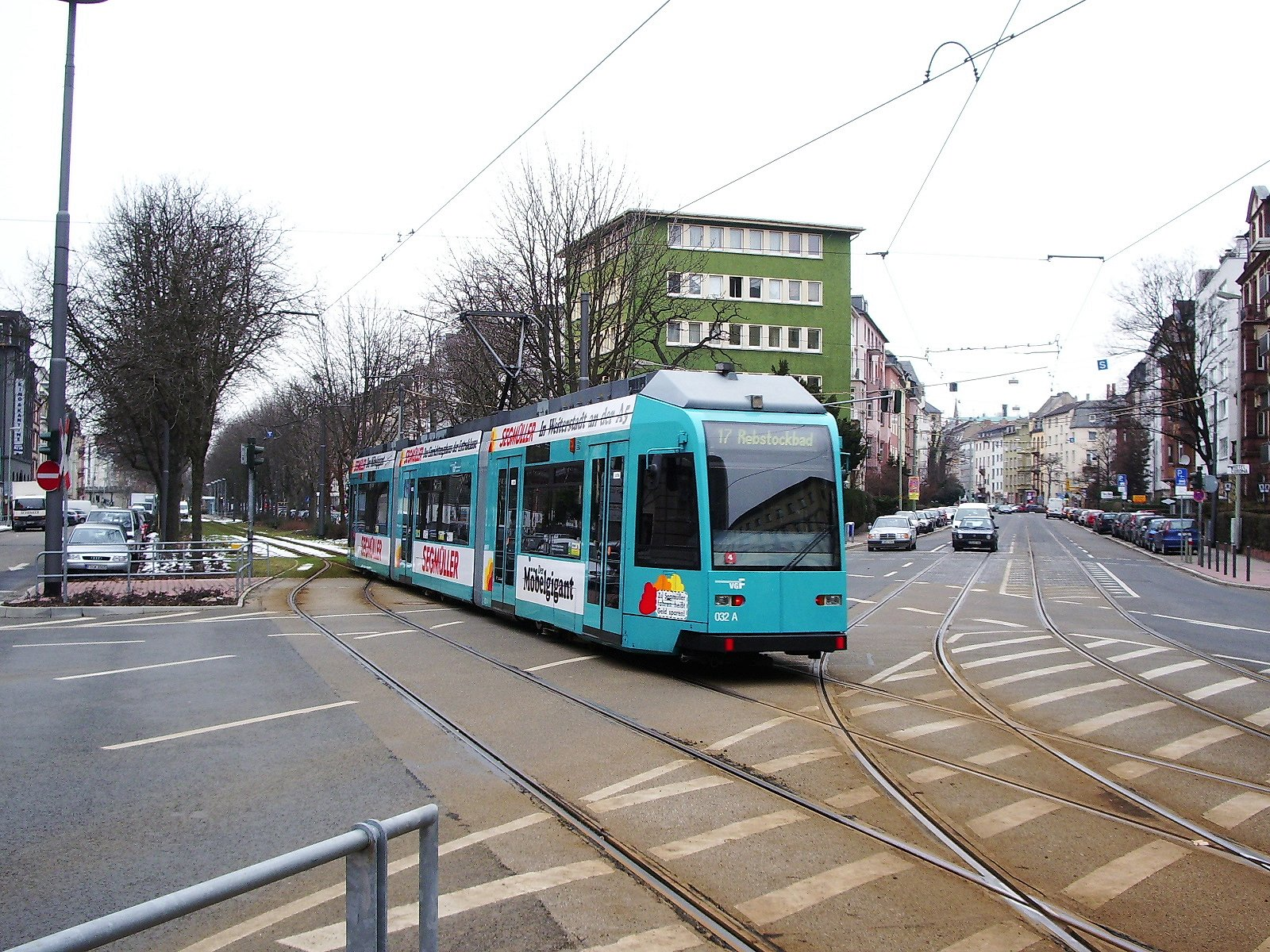
Von dieser Kreuzung aus wurde erpresst. Die Fernsprechzelle musste inzwischen der 2003 in Betrieb genommenen Straßenbahnlinie 17 weichen; sie befand sich etwa an der Stelle der hinteren Weiche.

Der Film wurde zwischen dem 8. November und 22. Dezember 1976 unter dem Arbeitstitel Doppelspiel gedreht. Drehorte waren im Wesentlichen in und um Frankfurt am Main. Die Telefonzelle, von der aus Jaczek seine Forderungen stellt, stand an der Hamburger Allee, Ecke Schloßstraße, und wurde später abgerissen. Die Geldübergabe findet auf der alten Flößerbrücke statt. Dies war eine Behelfsbrücke über den Main zwischen dem Wasserweg und der Obermainstraße. Sie wurde später abgerissen und ist einem – leicht versetzt angeordneten – Neubau gewichen. Obwohl in der Realität einbahnig, wird sie im Film in beiden Richtungen befahren. Jaczek entkommt zu Fuß an der Raststätte Gräfenhausen-West der Autobahn Frankfurt – Darmstadt. Die Festnahme Jaczeks findet auf dem Flugplatz Egelsbach statt.
Der Darsteller des späteren Berliner Tatort-Kommissars Markovitz, Günter Lamprecht, spielt hier die Rolle des Willi Mattfeldt. Günter Strack, in der vorigen Folge noch Haupttatverdächtiger, tritt hier als Leiter des Krisenstabes auf. Karl-Heinz Köpcke stellt sich selbst als Tagesschausprecher dar.
Die Entführer benutzen einen Citroën Typ H mit einem Zweibrücker Kennzeichen, der jedoch eine Aufschrift der Frankfurter Metzgerei Heininger trägt. In einigen Szenen ist das historische Programm der damaligen „Autofahrerwelle“ hr3 mit Sprecher Karl-Heinz Adolph zu hören.
Der als Vorlage für das Drehbuch dienende Kriminalroman stammt von Stefan Murr, ein Pseudonym des Juristen Bernhard Horstmann.
Für den Ton waren Volker Mohr und Günther Schülke verantwortlich.

## Veröffentlichung & Kritik
Flieder für Jaczek erreichte bei seiner Erstausstrahlung eine Einschaltquote von 66 %.

„Psychologisch spannendes Duell […] aus der ‘Tatort’-Urzeit“

„Nachhaltige Arbeit.“